# L'Enfant bleu (roman)
 (août 2024).
Si vous disposez d'ouvrages ou d'articles de référence ou si vous connaissez des sites web de qualité traitant du thème abordé ici, merci de compléter l'article en donnant les références utiles à sa vérifiabilité et en les liant à la section « Notes et références ».

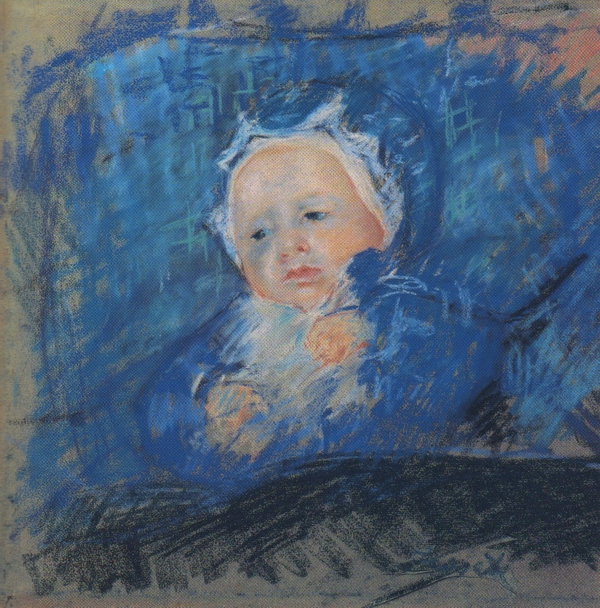
L'enfant Bleu.

L'Enfant bleu est un roman de Henry Bauchau paru en 2004 chez Actes Sud. Il raconte l'histoire d'Orion, un enfant artiste de 13 ans hospitalisé pour des crises psychotiques, et sa rencontre avec la psychothérapeute Véronique, explorant le lien entre art et folie.

## Résumé
Ce roman se déroule à Paris. Véronique est une psychanalyste qui travaille dans un hôpital de jour dont elle a à charge un adolescent de treize ans du nom de Orion. Ce dernier souffre de troubles psychologiques: une force qu'il appelle le "démon de Paris" et qui vit en lui, le poussant à des crises de violence quand on l'embête ou qu'on le contrarie. Orion ne parle jamais à la première personne, ne parvenant pas à dire "je". Il dit "on", parlant à travers ce pronom impersonnel de lui et de ce "démon". Véronique, narrateur intradiégétique du roman, va s'attacher à cet enfant, dépassant le seul cadre professionnel; elle va croire en lui, dans ses capacités artistiques, et le faire dessiner, écrire les "dictées d'angoisse" - trop souvent pleines de fautes d’orthographe, ce qui perturbe le jeune Orion, l'orienter également vers la sculpture. Ce roman mêle le délire, la confusion, avec la découverte artistique.  

## L'art et la psychanalyse
Dans ce roman à l'écriture sensible, Henry Bauchau transcrit son expérience personnelle et professionnelle: pour lui "La psychanalyse féconde ainsi l’art et l’écriture : conjuguant la pratique artistique et la pratique thérapeutique, Henry Bauchau cherche à favoriser l’expression et la communication des patients à qui la parole fait défaut, dans des séances collectives à l’hôpital de jour ou des séances individuelles à son cabinet." Ainsi, dans le roman, la fiction s'inspire de la réalité puisque Véronique, jeune psychanalyste conjugue elle aussi l'art avec la psychanalyse. La parole fait justement défaut pour le personnage Orion, et Véronique tente de surmonter ces difficultés dans l'hôpital de jour où elle travaille mais également durant des séances chez elle. 
"Avec L’Enfant bleu, pour la première fois dans la production romanesque de l’écrivain, l’expérience de la cure analytique, associée à la pratique artistique, devient objet de fiction."
L'auteur s'inspire de "l'expérience thérapeutique qu'il partagea avec Lionel D quand il travaillait au centre psychopédagogique de La Grange-Batelière à Paris"
L'enfant bleu, cet enfant mystérieux, dont Orion ne veut pas parler avant un bon moment, c'est "l'enfant qu'on se fabricole pour ne pas être trop malheureux..."

## Le travail sur le langage
Dans le roman, il y a un tout un travail sur le langage qui est effectué par l'écrivain: Orion, ne parvenant pas à communiquer à l'écrit sans faire de fautes, ni à l'oral avec des mots habituels, il crée de nombreux néologismes : "C'est quoi l'inconscient?...Ce qui bouillonnise et bazardifie dans la tête?". C'est le vocabulaire du "peuple du désastre" qu'utilise Orion; un peuple qui représente toutes les personnes handicapées, inadaptées à la société, différentes... Nous avons des termes comme: bazarder, bazardement, bazarbouillis, bombardiser, débilodélirant, détractement, le malheurifié, etc.  
Orion est un être "chambardifié" pour qui le "je" est impossible à prononcer. C'est pourquoi il ne cesse d'employer le "on" impersonnel. Sa psychanalyste Véronique tentera durant tout le roman de l'amener à utiliser le pronom personnel "je", de faire naître son être dans la société: elle souhaite qu'Orion parvienne à s'accepter dans sa différence et dans sa sensibilité sans se nier. "Pour lui, la capacité de s’exprimer et de communiquer s’avère la première faculté à exploiter."